# Sweet Grass Hills
Les Sweet Grass Hills (pied-noir : kátoyissiksi, cheyenne : vé'ho'ôhtsévóse, kalispel : ččaɫalqn , « trois sommets ») sont un petit ensemble de basses montagnes du nord du Montana, culminant environ 900 mètres au-dessus des plaines alentour.

## Géographie

### Situation

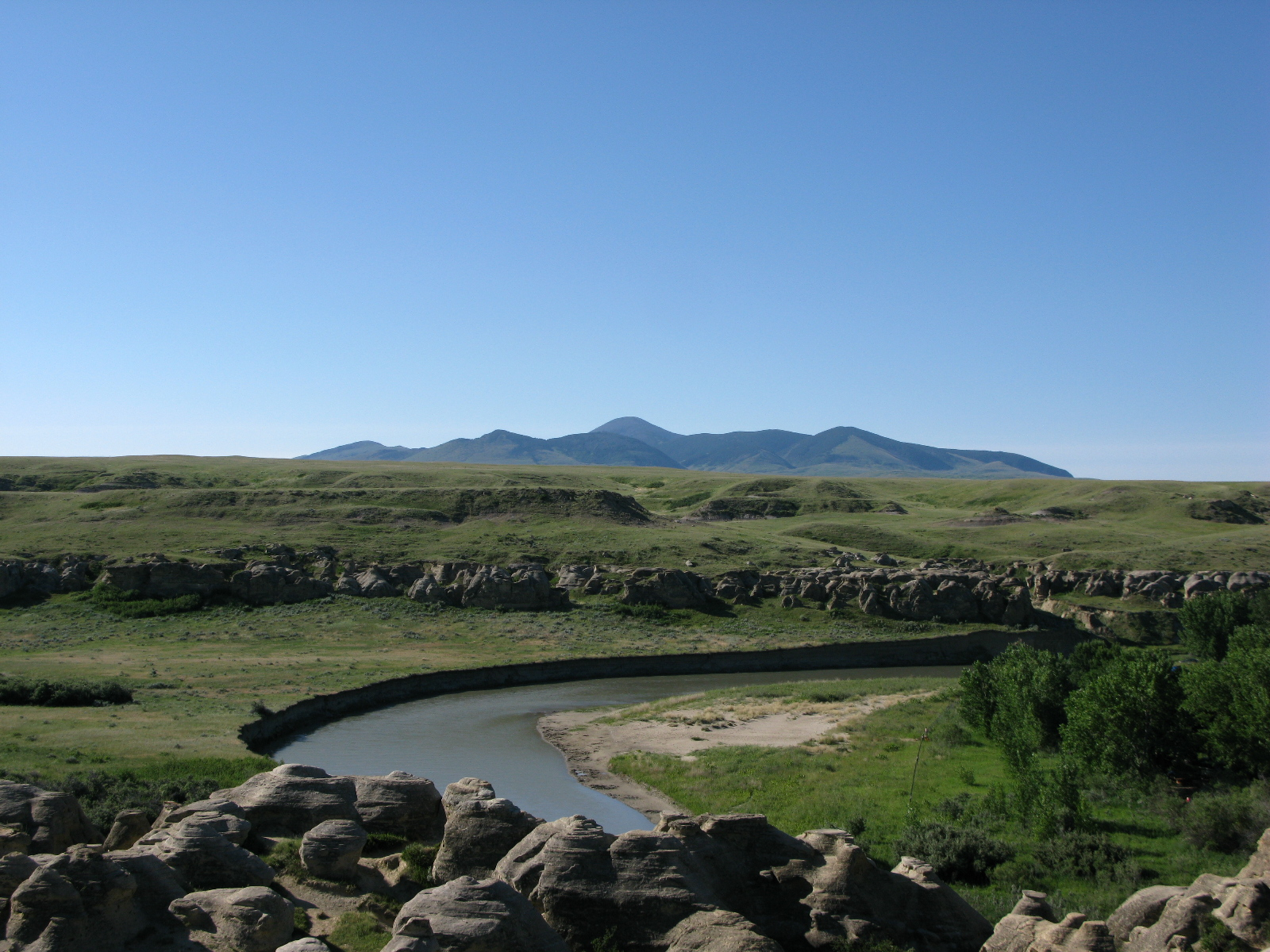
Les Sweet Grass Hills vues depuis l'Alberta.

Les Sweet Grass Hills constituent un exemple de chaîne montagneuse isolée, nombreuses dans le tiers central du Montana. Ces chaînes, entourées d'une « mer » de plaines, sont souvent indépendantes géographiquement et géologiquement des montagnes Rocheuses à l'ouest. Bien visibles dans la région, les Sweet Grass Hills peuvent être observées depuis l'U.S. Route 2 au sud jusqu'à la route Crowsnest en Alberta au nord.

### Topographie

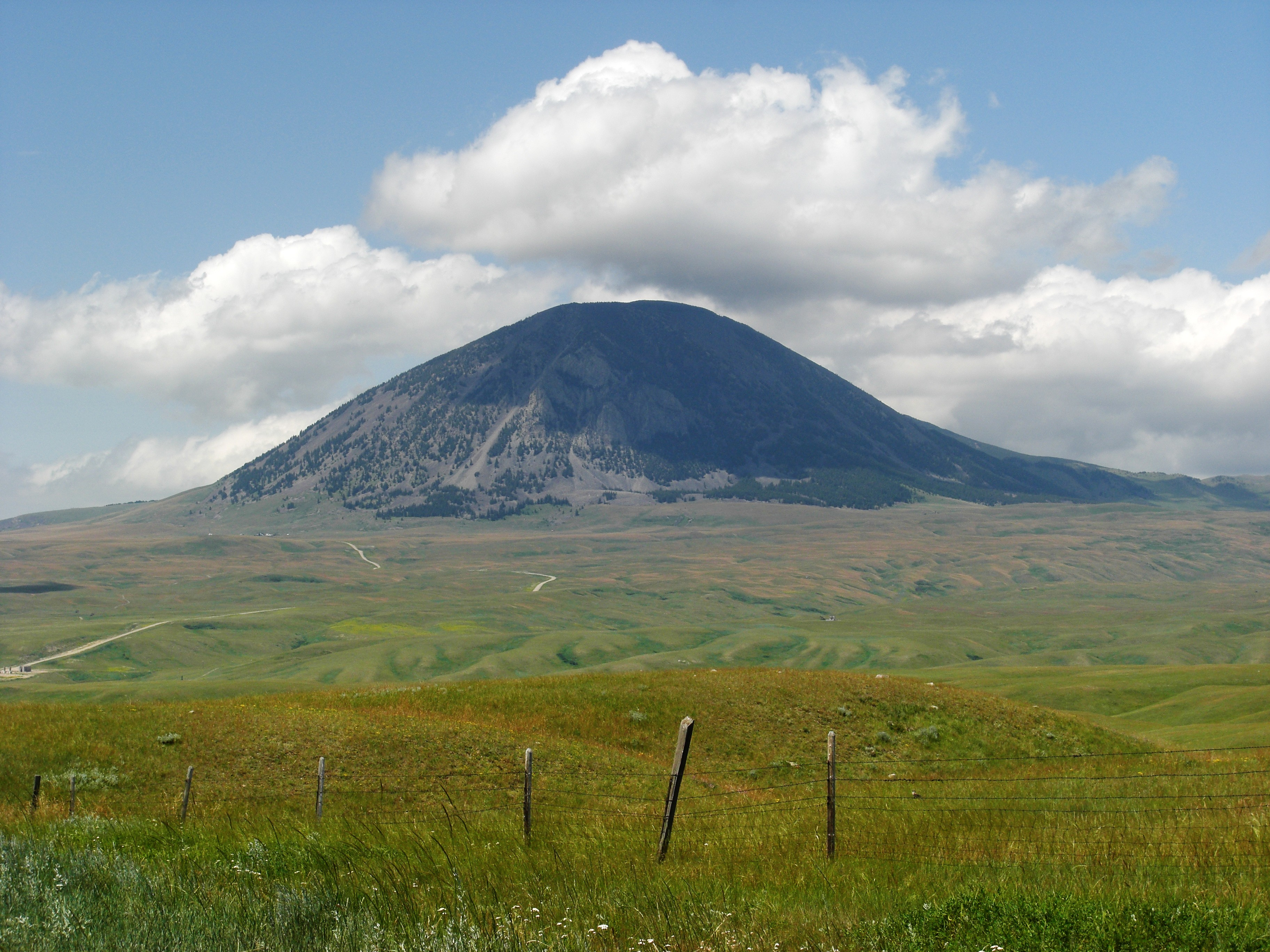
La butte occidentale (West Butte).

Le sommet le plus élevé des Sweet Grass Hills est West Butte, qui culmine à 2 128 mètres. Parmi ses principaux sommets, on compte également East Butte (2 121 m), Gold Butte (1 985 m) et le mont Lebanon (1 770 m).

### Géologie
Les Sweet Grass Hills se forment au début du Paléogène. Elles sont constituées de roches plutoniques magmatiques qui sont remontées et ont solidifié. En raison du soulèvement et de l'érosion, les roches superficielles ont disparu. La partie supérieure de la chaîne n'a pas connu de glaciation et surmontait probablement l'inlandsis laurentidien durant la dernière périodique glaciaire.

### Climat
En raison de leur élévation par rapport aux prairies environnantes, les Sweet Grass Hills connaissent des températures plus froides et davantage de précipitations. Des régions forestières, principalement constituées de sapin de Douglas, peuvent ainsi se développer sur les pentes des montagnes.

## Culture
Les Sweet Grass Hills sont un lieu sacré pour les Amérindiens Pieds-Noirs (en anglais : Blackfoot people), qui vivent le long de la frontière entre le Canada et les États-Unis,,.
Le site a été le lieu d'affrontement entre Amérindiens et Wolfers. En 1887, le traité des Sweet Grass Hills entre les Pieds-Noirs et les États-Unis cède environ 70 800 km2 de terres au gouvernement fédéral et divise les 24 300 km2 restant aux trois réserves indiennes : Blackfeet, Fort Belknap (en) et Fort Peck. Depuis la ratification de ce traité par le Congrès des États-Unis en 1888, les Sweet Grass Hills sont la propriété du gouvernement américain et sont aujourd'hui gérées par le Bureau of Land Management.
En 1993, le Fonds national pour la préservation historique (en anglais : National Trust for Historic Preservation) liste les Sweet Grass Hills parmi les lieux les plus en danger d'Amérique, en raison des prétentions minières de certaines sociétés.

Les Sweet Grass Hills vues depuis Sunburst.